# Stockheim, Rhön-Grabfeld
Stockheim là một đô thị trong huyện Rhön-Grabfeld bang Bayern thuộc nước Đức.